# John Patrick (baloncesto)
John Patrick (USA, 29 de febrero de 1968) es un exjugador y entrenador estadounidense de baloncesto, que actualmente es entrenador del MHP Riesen Ludwigsburg de la Basketball Bundesliga. Es padre de los baloncestistas Johannes Patrick y Jacob Patrick.

## Trayectoria como jugador
Patrick se formó en DeMatha Catholic High School y en Sidwell Friends School en Washington D. C. Comenzó su carrera universitaria en la Universidad de Stanford en 1987 jugando en la posición de base en el equipo dirigido por Mike Montgomery, que ganó el Campeonato NIT de 1991 en su último año. Patrick lideró a Stanford en asistencias por partido en las temporadas 1989-90 y 1990-91, mientras que el Pac-10 All-Academic Team fue su tercer y último año. 
Al graduarse, Patrick tuvo una carrera de 13 años como jugador de baloncesto profesional, en su mayoría representando a clubes en Japón y Alemania. Tuvo varias pruebas con Golden State Warriors de la NBA , pero nunca llegó a debutar. En la temporada 1994-95 sufrió lesión de rodilla y se desempeñó como entrenador asistente del Japan Energy Griffins, pero luego regresó a la pista y alternó entre jugar y entrenar en Japón en los años siguientes.

## Trayectoria como entrenador
En 2003, Patrick fue nombrado entrenador de Göttingen, un equipo de segunda división de Alemania, al que entrenó durante dos temporadas. 
En la temporada 2005-06 fue nombrado entrenador de Toyota Alvark de la B.League en Japón. Después de un año, regresó a Göttingen y guio al equipo al ascenso a la Basketball Bundesliga en 2007. Contando con un estilo de juego vertiginoso, Patrick llevó al equipo a tres apariciones en playoffs de la Basketball Bundesliga en cuatro años y al título del FIBA EuroChallenge en 2010, mientras que ganó los honores de Entrenador del Año de la Bundesliga en 2009 y 2010. 
Se separó del Göttingen al final de la temporada 2010-11 para tomar las riendas como entrenador del s.Oliver Baskets de la Basketball Bundesliga. Patrick llevó al Würzburg a las semifinales de los playoffs en 2011-12, pero se desligó del club al final de la temporada.
El 7 de enero de 2013, Patrick fue contratado como entrenador del MHP Riesen Ludwigsburg, pero no pudo evitar el descenso de categoría. Sin embargo, el equipo no fue descendido y permaneció en la Basketball Bundesliga.
En las temporadas siguientes Patrick guio al equipo a los puestos de playoffs en 2014, 2015, 2016, 2017 y 2018. En la temporada 2017-18, MHP Riesen Ludwigsburg alcanzó la semifinal de la Basketball Champions League, donde se quedó apeado por el  AS Mónaco Basket. Patrick recibió el premio al Mejor Entrenador de la temporada de la Liga de Campeones 2017-18. En la Basketball Bundesliga, Patrick guio a Ludwigsburg a una semifinal, donde su equipo perdió ante el Alba Berlín en mayo de 2018.
En la temporada 2019-20, su equipo de MHP Riesen Ludwigsburg tuvo un récord de 17 victorias y 4 derrotas, mientras ocupaba el segundo lugar en la clasificación de la Basketball Bundesliga, cuando el juego se detuvo debido a la pandemia de COVID-19 en marzo de 2020. En el torneo final de la Bundesliga que se organizó en junio de 2020, guio a Ludwigsburg a su primera aparición en las finales de la Basketball Bundesliga, donde su equipo se enfrentó al Alba Berlín, pero perdió ambos partidos. En 2020 debutarían sus hijos Johannes Patrick y Jacob Patrick como jugadores del MHP Riesen Ludwigsburg.
El 6 de julio de 2022, tras nueve temporadas en conjunto germano, Patrick firma como entrenador de los Chiba Jets de la B.League japonesa, al que guio hasta la final de la Liga B1 de 2023, donde se perdieron ante los Ryukyu Golden Kings. 
Durante la temporada 2022-23, el equipo de Patrick estableció un récord de liga al ganar 24 partidos seguidos. En marzo de 2024, los Chiba Jets de Patrick lograron el título de la Superliga de Asia Oriental (EASL), permaneciendo invictos durante toda la temporada de la EASL.
El 12 de junio de 2024, regresa al MHP Riesen Ludwigsburg de la Basketball Bundesliga. 

## Clubs como entrenador
- 2003-2005: Göttingen. Basketball Bundesliga.
- 2005-2006: Toyota Alvark. B.League.
- 2006-2011: Göttingen. Basketball Bundesliga.
- 2011-2012: s.Oliver Baskets. Basketball Bundesliga.
- 2013-2022: MHP Riesen Ludwigsburg. Basketball Bundesliga.
- 2022-2024: Chiba Jets. B.League.
- 2024- act.: MHP Riesen Ludwigsburg. Basketball Bundesliga.